# Prasanta Chandra Mahalanobis
Prasanta Chandra Mahalanobis (ur. 1893, zm. 1972) – indyjski statystyk, twórca modelu Mahalanobisa oraz odległości Mahalanobisa. Był założycielem Indian Statistical Institute oraz czasopisma naukowego poświęconego statystyce Sankhyā: The Indian Journal of Statistics. Oba przedsięwzięcia uzyskały międzynarodową sławę.
Jego współpracownikami i podwładnymi w Indyjskim Instytucie Statystycznym byli Raj Chandra Bose oraz Samarendra Nath Roy.